# مهرجان شفتهن
مهرجان شفتهن مهرجان سنوي مكرس للفن النسوي بجميع أشكاله، تنظمه جمعية شوف النسوية التونسية.

## نسوية المهرجان
تهدف جمعية شوف من خلال المهرجان إلى الترويج وإثبات أهمية حقوق المرأة الفردية والبدنية والجنسية. نظمت النسخة الأولى في تونس سنة 2015، في نفس سنة سأسيس المنظمة. ، تنظم الجمعية في تونس (البلد المستضيف أيضًا المنتدى الاجتماعي العالمي في تلك السنة).
تم تصميم المهرجان لإعطاء مساحة للتعبير الفني للمرأة والمطالبة عبر ذلك بحقوقها. و تتميز البرمجة بتنوع وشمالية في أنشطتها التي نذكر منها الورشات في مجالات الفنون الرسومية، الفنون البصرية، التصوير الفوتوغرافي، السينما، الرقص، المسرح ، الموسيقى، العروض والقراءات. إضافة إلى هذا، نجد دائرات الحوار والعروض السينمائية والمسرحية.

## النسخات
- 2015: النسخة الأولى
- 2016: النسخة الثانية من 13 إلى 15 مايو في قرطاج.[5]
- 2017: النسخة الثالثة من 7 إلى 10 سبتمبر في المسرح الوطني التونسي ، في مدينة تونس. و في هذه النسخة حضر 256 مشاركًا من 55 دولة مختلفة.[6]
- 2018: النسخة الرابعة من 6 إلى 9 سبتمبر، في المسرح الوطني التونسي كذلك. جمعت أكثر من 150 فنان.[3]